# هوی رین
هِوی رِین یا باران شدید (به انگلیسی: Heavy Rain) یک بازی ویدئویی در سبک اینتراکتیو درام و دلهره‌آور روان‌شناختی است که توسط شرکت فرانسوی کوآنتیک دریم توسعه یافته، و به‌وسیلهٔ سونی کامپیوتر انترتینمنت برای کنسول پلی‌استیشن ۳ منتشر شد. این بازی توسط دیوید کیج، مؤسس و مدیر ارشد اجرایی کوآنتیک دریم نویسندگی و کارگردانی شده است. هوی رین یک بازی دلهره‌آور به مانند فیلم نوآر که حول محور چهار شخصیت اصلی می‌گردد که درگیر یک قاتل زنجیره‌ای مرموز شده‌اند، که از قطرات باران برای غرق کردن قربانی‌هایش استفاده می‌کند. بازیکن توسط اقدامات نمایش داده شده بر روی صفحه که با کلیدهای کنترل‌گر مرتبط است، و در برخی موارد با اجرای مجموعه‌ای از رویدادهای فوری با بازی تعامل می‌کند. تصمیمات و اقدامات بازیکن در حین بازی روایت داستانی را تحت تأثیر قرار می‌دهد؛ به‌طور مثال شخصیت‌های اصلی را می‌توان کشت، و برخی اقدامات خاص ممکن است به صحنه‌ها و پایان‌های متفاوتی منجر شود.
هوی رین در فوریه ۲۰۱۰ به‌طور رسمی در سرتاسر دنیا منتشر گردید و با واکنش‌های مثبتی از سوی منتقدان همراه بود، که تأثیرات عاطفی، گرافیک، نویسندگی، کنترل بازی، صداپیشگی، و موسیقی آن را مورد تحسین قرار دادند. هوی رین عنوان نهمین بازی پرفروش سال ۲۰۱۰ بر روی کنسول پلی‌استیشن ۳ را از آن خود کرد و بیش از ۵ میلیون نسخه در سرتاسر جهان به فروش رساند. این بازی با جمع کل امتیاز ۸۹٫۲۳ در وبگاه گیم‌رنکینگز و ۸۷ از ۱۰۰ در متاکریتیک قرار دارد.
هوی رین به عنوان بهترین بازی سال ۲۰۱۰ در سی‌ان‌ان و وبگاه گیمینگ یونیئن برگزیده شد. همچنین به عنوان بهترین بازی پلی‌استیشن ۳ سال ۲۰۱۰ از دید وبگاه گیم‌اسپای و آی‌جی‌ان انتخاب شد. نسخه اصلاح شده بازی با نام Heavy Rain Edition Modifiée به‌طور انحصاری در فرانسه منتشر شد و مخاطبان جوانتر را نشانه رفت. یک وصله قابل خرید برای سازگاری با کنترل پلی‌استیشن موو و دال شوک نیز در سپتامبر ۲۰۱۰ منتشر گردید. نسخه کنسول پلی‌استیشن ۴ این بازی با خصوصیاتی از قبیل بهبود گرافیک و وضوح تصویر، در مارس ۲۰۱۶، به عنوان یک بازی مستقل در کنار ماوراء: دو روح، در مجموعه کوآنتیک دریم عرضه شد. همچنین در طی کنفرانس توسعه‌دهندگان بازی در مارس ۲۰۱۹، کوآنتیک دریم اعلام کرد قصد انتشار بازی هوی رین را در کنار ماوراء: دو روح و دیترویت: بیکام هیومن برای مایکروسافت ویندوز به صورت انحصاری از طریق فروشگاه اپیک گیمز دارد، که در نهایت در تاریخ ۲۴ ژوئن ۲۰۱۹ در دسترس قرار گرفت.

## روندبازی
هوی رین یک بازی به سبک اینتراکتیو درام و اکشن-ماجراجویی است که از زاویه دید سوم شخص دنبال می‌شود و بازیکن باید حرکت یکی از شخصیت‌ها را بدست گیرد و به شکل رویداد فوری و بوسیله تعامل با اشیاء یا شخصیت‌های دیگر در صحنه‌های بازی به پیشرفت داستان کمک کند. بازی به بخش‌های مختلفی تقسیم شده است که در هر قسمت یکی از چهار شخصیت ایفای نقش می‌کند. تصمیماتی که بازیکن برای اقدام کردن یا نکردن انجام می‌دهد در صحنه‌های بعدی روایت داستانی تأثیر خواهد گذاشت. برای مثال ممکن است یکی از شخصیت‌ها بمیرد یا بازداشت شود در این صورت در بخش‌های بعدی داستان حضور نخواهد داشت. در بازی پایان‌های متفاوتی بسته به تصمیمات و عملکرد بازیکن وجود دارد. هنگامی که بازی به اتمام برسد بازیکن قادر به بازگشت و انجام دوباره صحنه‌های پیشین به منظور تغییر وقایع آن‌ها خواهد بود.
در بیشتر قسمت‌ها، بازیکن کنترل شخصیتی را به عهده دارد و می‌تواند آن را در محیط اطراف حرکت دهد و همچنین با زدن کلیدی می‌توان افکاری که در ذهن شخصیت می‌گذرد را مشاهده نمود. وقتی شخصیت بازی به نزدیکی شیء یا شخصیت‌های دیگری نزدیک می‌شود آیکونی را مشاهده کرده که باید برای انجام آن کار واکنش نشان دهد. در بخش‌های دیگر بازی، بازیکن کنترل کامل شخصیت را در دست ندارد و به جای آن باید خود را برای واکنش در مقابل آیکونی که به سرعت در تصویر ظاهر می‌شود آماده سازد، همانند مبارزات تن به تن و رانندگی در سمت مخالف بزرگراه.

## داستان
داستان هوی رین با ایتِن مارس شروع می‌شود که زندگی شادی را با خانواده خود سپری می‌کند. او یک معمار جوان بود که به همراه همسر خود گریس و دو پسرش زندگی شادی داشتند. اما او پسر بزرگ خود، جیسون را در یک سانحه رانندگی در جلوی مرکز خریدی از دست داد. ایتن با پریدن سعی کرد او را از جلوی ماشین نجات دهد، اما موفق نشد و جیسون جانش را از دست داد و خود او نیز به مدت شش ماه به کما رفت. دو سال بعد، ایتن دچار افسردگی شدید شد، از مکان‌های شلوغ هراس داشت و به مدت چندین ساعت دچار توهم شده و سنکوپ می‌کرد. از زن خود جدا شده و از پسر دیگر خود شان نیز بسیار فاصله گرفته بود. در یکی از روزها هنگامی که‌شان را به پارکی برده بود، دچار توهم دیگری شد و وقتی بهوش آمد، شان را گم کرده بود.
گم شدن شان مشکوک به قتل‌های زنجیره‌ای قاتل اوریگامی شد. روش کشتن او بدین صورت بود که پسران جوان را در فصل‌های بارانی، مانند پاییز می‌ربود و چندین روز بعد جسد آن‌ها در مکانی دوردست پیدا می‌شد. علت مرگ آن‌ها غرق شدن بود و در دست همه مقتولین یک اوریگامی با اشکال حیوانات، و یک ارکیده بر روی سینه آن‌ها قرار داشت. بعد از ربوده شدن شان، ایتن به هتلی نقل مکان کرد تا از دست رسانه‌ها خلاص شود. او نامه‌ای به همراه یک جعبه کفش که داخل آن یک تلفن همراه، اسلحه کمری به همراه پنج شکل اوریگامی وجود داشت، دریافت کرد. در نامه اطلاعاتی دربارهٔ یک جعبه رمزدار واقع در ایستگاه قطاری وجود داشت. تلفن همراه، او را برای انجام پنج مأموریت که بر روی هر یک از اشکال اوریگامی نوشته شده، راهنمایی می‌کند و در آخر به او می‌گوید چقدر آمادگی این را داری که برای نجات شان جلو بروی؟ (از روی یکی از جملات معروف این بازی، چقدر حاضری برای کسی که دوستش داری جلو بروی؟) بعد از انجام هر مأموریت یک قسمت از آدرس خیابانی که، شان در آنجا زندانی بود به عنوان پاداش به او داده می‌شد. مأموریت‌ها با جلوتر رفتن دشوار می‌شدند، پنج مأموریت به ترتیب شامل پنج دقیقه راندن اتوموبیل بر خلاف جهت خیابان، عبور در زیرزمینی پر از خرده‌شیشه صورت نیم خیز، بریدن یک انگشت، کشتن یک نفر و نوشیدن جام زهر می‌باشد. در حین انجام این مأموریت‌ها او با مدیسون پیج آشنا شد که به او در بهبود جسمی و عاطفی بعد از انجام کارهایش کمک می‌کرد و این چنین شد که مدیسون نیز درگیر این مسئله گردید.

### مکان‌های بازی
داستان بازی به مدت چندین روز در اکتبر ۲۰۱۱ اتفاق می‌افتد. شهری که وقایع هوی رین در آن اتفاق می‌افتد هیچ وقت نامگذاری نشد، اما از نشانه‌هایی که بر روی تابلوهای بزرگراه در قسمت «صحنه جرم» وجود داشت، نشان دهنده این بود که بازی در جایی نزدیک به نیویورک رخ می‌دهد. دیوید کیج مدیر ارشد اجرایی کوآنتیک دریم اشاره داشت که این شهر از روی فیلادلفیا نمونه برداری شده است. همچنین در کارت شناسایی جکسون نویل که به مد جک معروف بود محل زندگی او در جنوب فیلادلفیا، پنسیلوانیا ذکر شده بود. در دفتر اسکات شلبی نیز نقشه شهر فیلادلفیا وجود دارد. یکی دیگر از مکان‌هایی که بازی به آن اشاره دارد سواحل شرقی آمریکا است.

## شخصیت‌ها
چهار شخصیت اصلی در این بازی وجود دارند و بازیباز در یک زمان کنترل یکی از شخصیت‌ها را بر عهده دارد و معمولاً با شخصیت‌های متفاوتی در هر قسمت بازی می‌کند. حرکات و صدای شخصیت‌ها برگرفته از چندین بازیگر هستند.
- ایتن مارس (به انگلیسی: Ethan Mars) یک معمار جوان که در ساحل شرقی آمریکا زندگی می‌کند. دو سال قبل او پسر بزرگ خود را در یک سانحه رانندگی از دست داد که این اتفاق او را شش ماه به کما برد. او که سابقاً مردی موفق و خوشحال بود، دچار غم و افسردگی شده بود. از زن خود جدا شده و از پسر دیگر خود شان نیز بسیار فاصله گرفته بود.

او همچنان از اثرات بعدی آن سانحه رنج می‌برد. ناگهان این مسئله که ممکن است پسر دیگرش، شان قربانی بعدی یک قاتل زنجیره‌ای به نام اوریگامی باشد، برایش به مانند کابوسی گشته بود.
- مدیسون پیج (به انگلیسی: Madison Paige) یک عکاس جوان است که به تنهایی در شهر زندگی می‌کند. او از مرض بی‌خوابی و کابوس‌های وحشتناک رنج می‌برد. او اغلب شب‌ها به هتل می‌رفت، چون به نظر می‌رسید تنها جاییست که می‌تواند راحت بخوابد و استراحت کند. اگرچه او رابطه‌ای مستقیم با پروندهٔ قاتل اوریگامی ندارد، اما با آشنا شدن با ایتن مارس در یک هتل از خود شجاعت نشان داده و برای پیدا کردن حقیقت در زمینه قتل‌های اوریگامی خود را در معرض خطر قرار می‌دهد.
- نورمن جیدن (به انگلیسی: Norman Jayden) یک پلیس اف‌بی‌آی که برای کمک به نیروی پلیس در تحقیقات دربارهٔ اوریگامی قاتل فرستاده شده بود. جیدن متخصص در استفاده از یک وسیله آزمایشی به نام ARI که مخفف «Added Reality Interface» است که به او اجازهٔ جستجو در صحنه جنایات و تجزیه و تحلیل مدارک حاصل از تحقیقات را به شکل بی‌نظیری به او می‌دهد.
- اسکات شلبی (به انگلیسی: Scott Shelby) یک پلیس ۴۵ ساله بازنشسته که در حال حاضر به‌طور خصوصی بعد از ۲۰ سال برای اداره پلیس کار می‌کند. دو دهه کار در خیابان‌ها از او یک آدم سرسخت و بدگمان ساخته بود. اسکات نیز به صورت مستقل جهت بدست آوردن معمای قتل اوریگامی مشغول به تحقیق می‌باشد و در این راه لارن وینتر مادر یکی از آخرین قربانی‌های قاتل اوریگامی در قسمت‌هایی از بازی او را همراهی می‌کند.[۱۱]

### موسیقی متن
موسیقی متن ارکسی بازی اثر آهنگساز کانادایی نورمن کوربی که توسط ابی رود استودیوز در لندن ضبط شده است.
| شماره      | نام                                                  | مدت   |
| ---------- | ---------------------------------------------------- | ----- |
| ۱.         | «Ethan Mars' Main Theme» (زمینه اصلی اتان مارس)      | ۳:۳۱  |
| ۲.         | «Norman Jayden's Main Theme» (زمینه اصلی نورمن جیدن) | ۴:۴۲  |
| ۳.         | «Before the Storm» (پیش از طوفان)                    | ۲:۵۵  |
| ۴.         | «Madison Paige's Main Theme» (زمینه اصلی مدیسون پیج) | ۳:۳۱  |
| ۵.         | «Scott Shelby's Main Theme» (زمینه اصلی اسکات شلبی)  | ۶:۰۱  |
| ۶.         | «Lauren Winter's Main Theme» (زمینه اصلی لارن وینتر) | ۳:۰۷  |
| ۷.         | «Painful Memories» (خاطرات دردناک)                   | ۱:۲۹  |
| ۸.         | «The Chase» (تعقیب)                                  | ۱:۲۵  |
| ۹.         | «Redemption» (رستگاری)                               | ۱:۳۹  |
| ۱۰.        | «The Bulldozer» (بولدوزر)                            | ۱:۳۴  |
| ۱۱.        | «High Tension» (کشش زیاد)                            | ۱:۱۶  |
| ۱۲.        | «The Fight» (مبارزه)                                 | ۱:۳۱  |
| ۱۳.        | «The Hold Up» (سرقت)                                 | ۱:۲۸  |
| ۱۴.        | «Looking for Shaun» (به دنبال شان)                   | ۱:۳۶  |
| ۱۵.        | «Countdown» (لحظات آخر)                              | ۱:۳۳  |
| ۱۶.        | «Last Breath» (آخرین نفس)                            | ۲:۵۹  |
| مجموع مدت: | مجموع مدت:                                           | ۴۰:۲۶ |

## بازتاب‌ها
| گردآورنده  | امتیاز                          |
| ---------- | ------------------------------- |
| گیم‌رنکینگز | ۸۹٫۲۳٪                          |
| متاکریتیک  | ۸۷/۱۰۰ (پی‌اس ۳) ۷۸/۱۰۰ (پی‌اس ۴) |

| ناشر         | امتیاز    |
| ------------ | --------- |
| وان‌آپ.کام    | -A        |
| اج           | ۷/۱۰      |
| یوروگیمر     | ۹/۱۰      |
| فامیتسو      | ۳۷/۴۰     |
| گیم اینفورمر | ۹٫۵/۱۰    |
| گیم‌پرو       | 5/5 ستاره |
| گیم رولیشن   | B         |
| گیم‌اسپات     | ۸٫۵/۱۰    |
| گیم‌اسپای     | [ ۱۹ ]    |
| گیم‌تریلرز    | ۸٫۹/۱۰    |
| آی‌جی‌ان       | ۹/۱۰      |

هوی رین مورد تحسین و نقدهای مثبتی از طرف منتقدین دریافت نموده است. وبگاه آی‌جی‌ان به آن نمره ۹ را داد و اشاره داشت بازی دارای داستانی فوق‌العاده است و جزوه یکی از بهترین داستان‌ها می‌باشد. اگرچه او ذکر کرد شروع بازی بسیار آهسته است و شاید بعضی از بازیکنان را ناامید کند.

## جوایز
| سال  | جایزه                                               | دسته‌بندی                               | گیرنده                 | نتیجه    |
| ---- | --------------------------------------------------- | -------------------------------------- | ---------------------- | -------- |
| ۲۰۱۰ | جایزه مشارکت کنندگان                                | بهترین بازی جدید                       | هوی رین                | برنده    |
| ۲۰۱۰ | جایزه بازی‌های اروپایی                               | بهترین بازی ماجراجویانه                | هوی رین                | برنده    |
| ۲۰۱۰ | جوایز بازی‌های ژاپن                                  | بهترین طراحی بازی                      | هوی رین                | برنده    |
| ۲۰۱۰ | جوایز گلدن جوی‌استیک                                 | بهترین بازی اکشن ماجراجویانه           | هوی رین                | نامزدشده |
| ۲۰۱۰ | جوایز گلدن جوی‌استیک                                 | بهترین موسیقی بازی                     | هوی رین                | نامزدشده |
| ۲۰۱۰ | جوایز گلدن جوی‌استیک                                 | بهترین بازی سال                        | هوی رین                | نامزدشده |
| ۲۰۱۰ | جایزه بازی‌های ویدئویی اسپایک                        | بهترین بازی پلی استیشن ۳               | هوی رین                | نامزدشده |
| ۲۰۱۰ | جایزه بازی‌های ویدئویی اسپایک                        | بهترین گرافیک                          | هوی رین                | نامزدشده |
| ۲۰۱۱ | سی و هشتمین دوره جوایز انی                          | بهترین انیمیشن بازی                    | هوی رین                | نامزدشده |
| ۲۰۱۱ | هفتمین دوره جوایز آکادمی بازی‌های کامپیوتری بریتانیا | بهترین بازی                            | هوی رین                | نامزدشده |
| ۲۰۱۱ | هفتمین دوره جوایز آکادمی بازی‌های کامپیوتری بریتانیا | بهترین گیم پلی                         | هوی رین                | نامزدشده |
| ۲۰۱۱ | هفتمین دوره جوایز آکادمی بازی‌های کامپیوتری بریتانیا | بهترین نوآوری تکنیکی                   | هوی رین                | برنده    |
| ۲۰۱۱ | هفتمین دوره جوایز آکادمی بازی‌های کامپیوتری بریتانیا | بهترین موسیقی بازی                     | هوی رین                | برنده    |
| ۲۰۱۱ | هفتمین دوره جوایز آکادمی بازی‌های کامپیوتری بریتانیا | بهترین داستان                          | هوی رین                | برنده    |
| ۲۰۱۱ | هفتمین دوره جوایز آکادمی بازی‌های کامپیوتری بریتانیا | بهترین بازی سال                        | هوی رین                | نامزدشده |
| ۲۰۱۱ | نهمین دوره انجمن صنفی شبکه صوتی در بازی کامپیوتری   | بهترین صداگذاری                        | هوی رین                | نامزدشده |
| ۲۰۱۱ | نهمین دوره انجمن صنفی شبکه صوتی در بازی کامپیوتری   | بهترین موسیقی                          | هوی رین                | نامزدشده |
| ۲۰۱۱ | نهمین دوره انجمن صنفی شبکه صوتی در بازی کامپیوتری   | بهترین اثر متقابل                      | هوی رین                | نامزدشده |
| ۲۰۱۱ | نهمین دوره انجمن صنفی شبکه صوتی در بازی کامپیوتری   | بهترین موزیک متن                       | "موزیک اصلی ایتن مارس" | نامزدشده |
| ۲۰۱۱ | دهمین دوره فرهنگستان ملی داوران تجارت بازی ویدئویی  | بهترین بازی سال                        | هوی ریت                | نامزدشده |
| ۲۰۱۱ | دهمین دوره فرهنگستان ملی داوران تجارت بازی ویدئویی  | بهترین انیمیشن                         | هوی ریت                | نامزدشده |
| ۲۰۱۱ | دهمین دوره فرهنگستان ملی داوران تجارت بازی ویدئویی  | بهترین کارگردانی                       | هوی ریت                | نامزدشده |
| ۲۰۱۱ | دهمین دوره فرهنگستان ملی داوران تجارت بازی ویدئویی  | بهترین دوربین در بازی                  | هوی ریت                | نامزدشده |
| ۲۰۱۱ | دهمین دوره فرهنگستان ملی داوران تجارت بازی ویدئویی  | بهترین طراحی شخصیت                     | هوی ریت                | نامزدشده |
| ۲۰۱۱ | دهمین دوره فرهنگستان ملی داوران تجارت بازی ویدئویی  | بهترین طراحی کنترلی                    | هوی ریت                | نامزدشده |
| ۲۰۱۱ | دهمین دوره فرهنگستان ملی داوران تجارت بازی ویدئویی  | بهترین بازی                            | هوی ریت                | برنده    |
| ۲۰۱۱ | دهمین دوره فرهنگستان ملی داوران تجارت بازی ویدئویی  | بهترین طراحی                           | هوی ریت                | برنده    |
| ۲۰۱۱ | دهمین دوره فرهنگستان ملی داوران تجارت بازی ویدئویی  | بهترین گرافیک                          | هوی ریت                | نامزدشده |
| ۲۰۱۱ | دهمین دوره فرهنگستان ملی داوران تجارت بازی ویدئویی  | بهترین گیم پلی                         | هوی ریت                | برنده    |
| ۲۰۱۱ | دهمین دوره فرهنگستان ملی داوران تجارت بازی ویدئویی  | بهترین تکنولوژی بکار رفته در بازی      | هوی ریت                | نامزدشده |
| ۲۰۱۱ | دهمین دوره فرهنگستان ملی داوران تجارت بازی ویدئویی  | بهترین عملکرد در مجموعه بازی درام      | ایتن مارس              | نامزدشده |
| ۲۰۱۱ | دهمین دوره فرهنگستان ملی داوران تجارت بازی ویدئویی  | بهترین نورپردازی                       | هوی رین                | برنده    |
| ۲۰۱۱ | دهمین دوره فرهنگستان ملی داوران تجارت بازی ویدئویی  | بهترین بازی در سبک درام                | هوی رین                | نامزدشده |
| ۲۰۱۱ | دهمین دوره فرهنگستان ملی داوران تجارت بازی ویدئویی  | بهترین عملکرد مکمل در مجموعه بازی درام | اسکات شلبی             | نامزدشده |
| ۲۰۱۱ | دهمین دوره فرهنگستان ملی داوران تجارت بازی ویدئویی  | بهترین موسیقی                          | هوی رین                | نامزدشده |
| ۲۰۱۱ | دهمین دوره فرهنگستان ملی داوران تجارت بازی ویدئویی  | بهترین نویسندگی داستان                 | هوی رین                | نامزدشده |
| ۲۰۱۱ | دهمین دوره فرهنگستان ملی داوران تجارت بازی ویدئویی  | بهترین بازی ماجراجویانه                | هوی رین                | برنده    |
| ۲۰۱۱ | یازدهمین دوره جوایز انتخاب توسعه‌دهندگان بازی        | بهترین داستان                          | هوی رین                | نامزدشده |
| ۲۰۱۱ | یازدهمین دوره جوایز انتخاب توسعه‌دهندگان بازی        | بهترین تکنولوژی                        | هوی رین                | نامزدشده |
| ۲۰۱۱ | یازدهمین دوره جوایز انتخاب توسعه‌دهندگان بازی        | بهترین نوآوری                          | هوی رین                | نامزدشده |
| ۲۰۱۱ | چهاردهمین دوره جوایز دی.آی.سی.ای.                   | بهترین مهندسی دیداری در یک بازی        | هوی رین                | برنده    |
| ۲۰۱۱ | چهاردهمین دوره جوایز دی.آی.سی.ای.                   | بهترین نوآوری                          | هوی رین                | برنده    |
| ۲۰۱۱ | چهاردهمین دوره جوایز دی.آی.سی.ای.                   | بهترین موسیقی                          | هوی رین                | برنده    |
| ۲۰۱۱ | چهاردهمین دوره جوایز دی.آی.سی.ای.                   | بهترین بازی ماجراجویانه                | هوی رین                | نامزدشده |
| ۲۰۱۱ | چهاردهمین دوره جوایز دی.آی.سی.ای.                   | بهترین داستان                          | هوی رین                | نامزدشده |